# Cheirochelifer turcicus
Espèce
Cheirochelifer turcicus est une espèce de pseudoscorpions de la famille des Cheliferidae.

## Distribution
Cette espèce se rencontre en Turquie et en Grèce.

## Description
Le mâle holotype mesure 3,5 mm et celui de les femelles de 4,5 à 6,0 mm.

## Étymologie
Son nom d'espèce lui a été donné en référence au lieu de sa découverte, la Turquie.

## Publication originale
- Beier, 1967 : Ergebnisse zoologischer Sammelreisen in der Türkei. Annalen des Naturhistorischen Museums in Wien, vol. 70, p. 301-323 (texte intégral).